# Hotel Mocambo
Hotel Mocambo (Step Lively) è un film statunitense del 1944 diretto da Tim Whelan con Frank Sinatra, George Murphy e Gloria DeHaven.
È il remake di Servizio in camera (1938), interpretato dai Fratelli Marx: entrambi i film si basano su Room Service, una commedia di grande successo firmata da Allen Boretz e John Murray che aveva debuttato a Broadway il 19 maggio 1937, restando in scena al Cort Theatre per oltre un anno.
Gli scenografi Carroll Clark, Albert S. D'Agostino, Claude E. Carpenter e Darrell Silvera furono candidati nel 1945 al Premio Oscar per la migliore scenografia in bianco e nero.

## Trama
A New York, rimasto completamente al verde, l'impresario teatrale Gordon Miller, che sta mettendo su uno spettacolo, ospita l'intero cast nell'albergo gestito da Gribble, il cognato, che però si trova nei guai quando il suo supervisore si accorge che quei clienti non pagano. Gordon gli promette il saldo dicendogli di aver trovato un finanziatore. Ma dall'Illinois arriva Glenn Russell, un commediografo che aveva dato a Gordon 1.500 dollari per la commedia e che ora minaccia di chiamare lo zio giudice se lui non gli restituirà il denaro. Per distoglierlo da quei propositi, Gordon coinvolge Russell nello spettacolo e lo invita a prendere parte alle prove. I due vanno insieme in un locale dove si esibisce Chris Marlowe, la protagonista dello spettacolo di Gordon. La ragazza chiede al commediografo di cantare con lei: l'esibizione suscita l'entusiasmo delle donne che si trovano nel locale, convincendo Gordon delle potenzialità di Russell come cantante. Uno dei finanziatori, Simon Jenkins, sta per ritirare il suo appoggio ma viene convinto a restare proprio per merito di Russell. Gordon, che non ha ancora chiuso le trattative, racconta che Russell in quel momento è malato e non può presentarsi, convincendo il finanziatore della bontà del suo investimento. Mentre sta per incassare il ricco assegno, Wagner, il manager dell'hotel, che insiste per essere pagato, minaccia di buttar fuori dall'albergo tutti quei "clienti" insolventi ma viene tacitato con l'assegno che lui requisisce. Jenkins dichiara, però, che lo annullerà e Gordon si rende conto che ha ancora cinque giorni di tempo perché l'assegno è stato rilasciato da una banca californiana. Decide di andare in scena con lo spettacolo entro tre giorni e chiede a Chris di irretire Russell per convincerlo a prender parte alla rivista. Ma il giovane, scoperta la doppiezza di Chris, la lascia per tornare a casa, in Illinois. Lei, finalmente, si rende conto di amare Russell che riceve un cablogramma di Gordon, che gli chiede di ritornare a New York dalla ragazza, innamorata di lui.
La sera della prima, Wagner e Gribble scoprono che l'assegno è scoperto. Il manager, allora, minaccia di mandare in galera Gordon. Tra un falso tentativo di suicidio per distrarre Wagner e altri sotterfugi, lo spettacolo riesce ad andare in scena con Russell la cui splendida esibizione spinge Wagner ad ammettere che lo show sarà un grande successo.

## Produzione
Le riprese del film, prodotto dalla RKO Radio Pictures con il titolo di lavorazione Manhattan Serenade, durarono da inizio febbraio a fine marzo 1944.
Sinatra, che aveva un contratto settennale con la RKO, girò per la compagnia solo due film. Dopo la fine delle riprese di  Hotel Mocambo, il cantante passò a lavorare per la MGM.

### Musiche
- Some Other Time - parole di Jule Styne, musica di Sammy Cahn
- As Long as There Is Music - parole di Jule Styne, musica di Sammy Cahn
- Ask the Madam - parole di Jule Styne, musica di Sammy Cahn
- Where Does Love Begin? - parole di Jule Styne, musica di Sammy Cahn
- Why Must There Be an Opening Song? - parole di Jule Styne, musica di Sammy Cahn
- Come Out, Come Out Wherever You Are - parole di Jule Styne, musica di Sammy Cahn

I numeri musicali furono creati da Ernst Matray e Maria Matray. La direzione musicale fu affidata a C. Bakaleinikoff, con l'arrangiamento orchestrale di Gene Rose e quello per Sinatra curato da Axel Stordahl.

## Distribuzione
Il copyright del film, richiesto dalla RKO Radio Pictures, Inc., fu registrato il 26 giugno 1944 con il numero LP12787.
Il film fu presentato a New York il 26 luglio 1944.